# 丹尼利夫卡 (卢汉斯克州)
49°6′58″N 39°37′15″E / 49.11611°N 39.62083°E

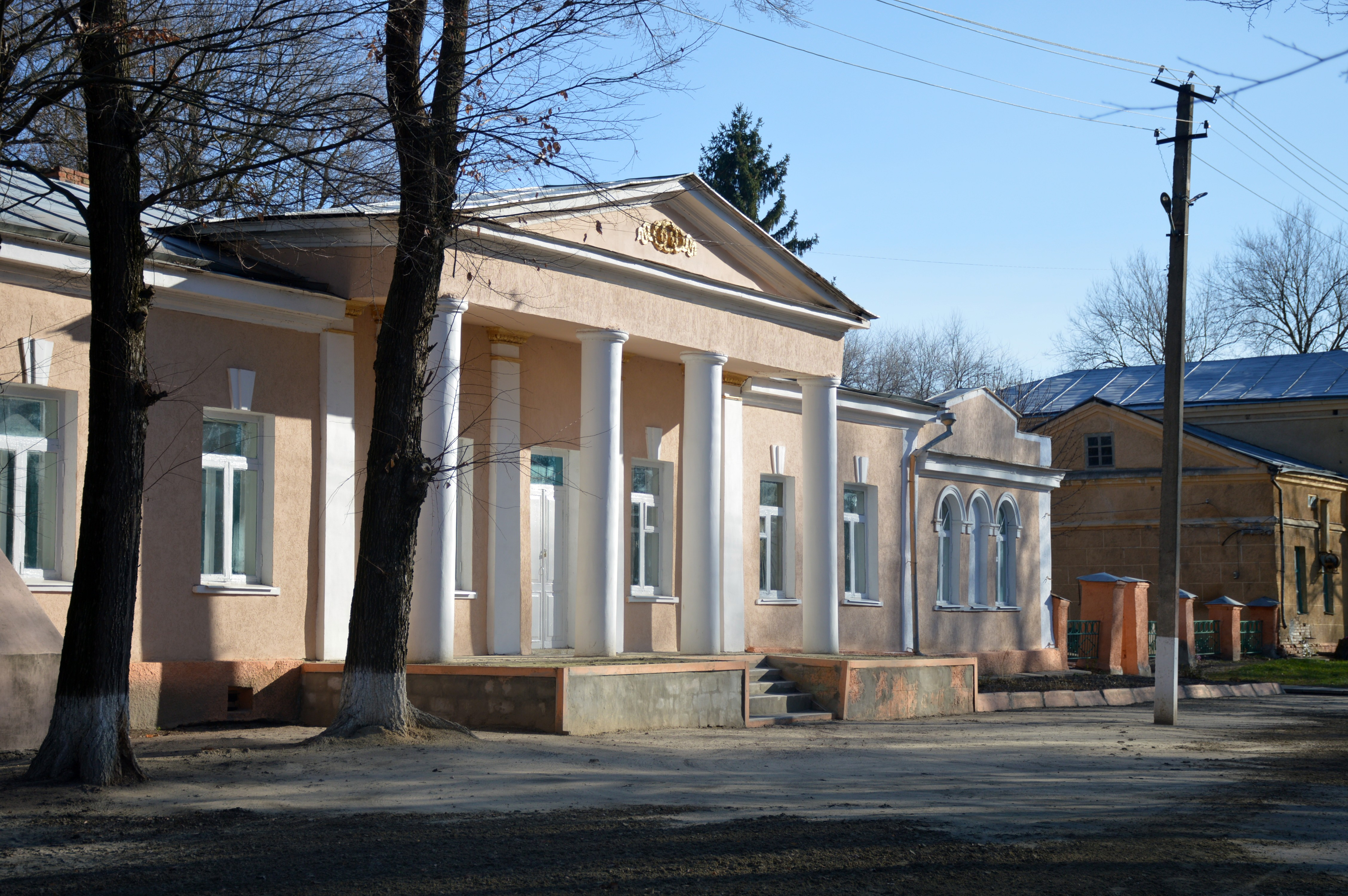

丹尼利夫卡（烏克蘭語：Данилівка）是位於烏克蘭東部的村莊，由盧甘斯克州舊比利斯克區的比洛沃茨克市鎮負責管轄。該村始建於1807年，面積3.61平方公里，海拔高度59米，2001年人口854，人口密度每平方公里236.4人。